# Mistrovství světa v rychlobruslení na jednotlivých tratích 2021
Mistrovství světa v rychlobruslení na jednotlivých tratích 2021 se konalo ve dnech 11.–14. února 2021 v rychlobruslařské hale Thialf v nizozemském Heerenveenu. Jednalo se o 21. mistrovství světa v rychlobruslení na jednotlivých tratích. Oproti předchozím ročníkům byly z programu vypuštěny závody v týmovém sprintu, které se staly součástí vícebojařského světového šampionátu.
Českou výpravu tvořily Martina Sáblíková (3000 m, 5000 m) a Nikola Zdráhalová (1000 m, 1500 m, 3000 m).
| Program                 | Program                                                     | Program                                                         | Program                                           |
| ----------------------- | ----------------------------------------------------------- | --------------------------------------------------------------- | ------------------------------------------------- |
| 11. února               | 12. února                                                   | 13. února                                                       | 14. února                                         |
| 3000 m ženy 5000 m muži | stíhací závod ženy stíhací závod muži 500 m muži 500 m ženy | 1000 m ženy 1000 m muži hromadný start ženy hromadný start muži | 1500 m ženy 1500 m muži 5000 m ženy 10 000 m muži |

## Muži

### 500 metrů
Závodu se zúčastnilo 24 závodníků.
| Pořadí           | Jméno                       | Země                  | Čas    |
| ---------------- | --------------------------- | --------------------- | ------ |
| Zlatá medaile    | Laurent Dubreuil            | Kanada                | 34,398 |
| Stříbrná medaile | Pavel Kuližnikov            | Ruská bruslařská unie | 34,540 |
| Bronzová medaile | Dai Dai N'tab               | Nizozemsko            | 34,628 |
| 4.               | Kai Verbij                  | Nizozemsko            | 34,678 |
| 5.               | Ronald Mulder               | Nizozemsko            | 34,698 |
| 6.               | Håvard Holmefjord Lorentzen | Norsko                | 34,773 |
| 7.               | Arťom Arefjev               | Ruská bruslařská unie | 34,817 |
| 8.               | Ignat Golovaťuk             | Bělorusko             | 34,868 |
| 9.               | Joel Dufter                 | Německo               | 34,931 |
| 10.              | Artur Nogal                 | Polsko                | 34,961 |

### 1000 metrů
Závodu se zúčastnilo 24 závodníků.
| Pořadí           | Jméno                       | Země                  | Čas      |
| ---------------- | --------------------------- | --------------------- | -------- |
| Zlatá medaile    | Kai Verbij                  | Nizozemsko            | 1:08,052 |
| Stříbrná medaile | Pavel Kuližnikov            | Ruská bruslařská unie | 1:08,313 |
| Bronzová medaile | Laurent Dubreuil            | Kanada                | 1:08,569 |
| 4.               | Håvard Holmefjord Lorentzen | Norsko                | 1:08,704 |
| 5.               | Marten Liiv                 | Estonsko              | 1:08,922 |
| 6.               | Viktor Muštakov             | Ruská bruslařská unie | 1:09,416 |
| 7.               | Wesly Dijs                  | Nizozemsko            | 1:09,446 |
| 8.               | Ignat Golovaťuk             | Bělorusko             | 1:09,521 |
| 9.               | Piotr Michalski             | Polsko                | 1:09,630 |
| 10.              | Connor Howe                 | Kanada                | 1:09,720 |

### 1500 metrů
Závodu se zúčastnilo 24 závodníků.
| Pořadí           | Jméno                 | Země                  | Čas      |
| ---------------- | --------------------- | --------------------- | -------- |
| Zlatá medaile    | Thomas Krol           | Nizozemsko            | 1:43,752 |
| Stříbrná medaile | Kjeld Nuis            | Nizozemsko            | 1:44,110 |
| Bronzová medaile | Patrick Roest         | Nizozemsko            | 1:45,493 |
| 4.               | Sergej Trofimov       | Ruská bruslařská unie | 1:45,514 |
| 5.               | Joey Mantia           | USA                   | 1:45,681 |
| 6.               | Connor Howe           | Kanada                | 1:45,860 |
| 7.               | Bart Swings           | Belgie                | 1:45,873 |
| 8.               | Allan Dahl Johansson  | Norsko                | 1:46,440 |
| 9.               | Sverre Lunde Pedersen | Norsko                | 1:46,492 |
| 10.              | Hallgeir Engebråten   | Norsko                | 1:47,146 |

### 5000 metrů
Závodu se zúčastnilo 20 závodníků.
| Pořadí           | Jméno             | Země                  | Čas      |
| ---------------- | ----------------- | --------------------- | -------- |
| Zlatá medaile    | Nils van der Poel | Švédsko               | 6:08,395 |
| Stříbrná medaile | Patrick Roest     | Nizozemsko            | 6:10,050 |
| Bronzová medaile | Sergej Trofimov   | Ruská bruslařská unie | 6:13,020 |
| 4.               | Danila Semerikov  | Ruská bruslařská unie | 6:16,029 |
| 5.               | Jorrit Bergsma    | Nizozemsko            | 6:16,923 |
| 6.               | Daniil Aldoškin   | Ruská bruslařská unie | 6:17,545 |
| 7.               | Davide Ghiotto    | Itálie                | 6:17,693 |
| 8.               | Bart Swings       | Belgie                | 6:19,616 |
| 9.               | Patrick Beckert   | Německo               | 6:21,460 |
| 10.              | Jordan Belchos    | Kanada                | 6:21,990 |

### 10 000 metrů
Závodu se zúčastnilo 12 závodníků.
| Pořadí           | Jméno              | Země                  | Čas            |
| ---------------- | ------------------ | --------------------- | -------------- |
| Zlatá medaile    | Nils van der Poel  | Švédsko               | 12:32,952 (WR) |
| Stříbrná medaile | Jorrit Bergsma     | Nizozemsko            | 12:45,868      |
| Bronzová medaile | Alexandr Rumjancev | Ruská bruslařská unie | 12:54,746      |
| 4.               | Davide Ghiotto     | Itálie                | 12:57,235      |
| 5.               | Ruslan Zacharov    | Ruská bruslařská unie | 12:59,830      |
| 6.               | Ted-Jan Bloemen    | Kanada                | 13:08,252      |
| 7.               | Patrick Roest      | Nizozemsko            | 13:09,429      |
| 8.               | Jordan Belchos     | Kanada                | 13:11,082      |
| 9.               | Patrick Beckert    | Německo               | 13:12,279      |
| 10.              | Michele Malfatti   | Itálie                | 13:13,889      |

### Závod s hromadným startem
Závodu se zúčastnilo 24 závodníků.
| Pořadí           | Jméno            | Země                  | Body | Čas      |
| ---------------- | ---------------- | --------------------- | ---- | -------- |
| Zlatá medaile    | Joey Mantia      | USA                   | 60   | 7:32,470 |
| Stříbrná medaile | Arjan Stroetinga | Nizozemsko            | 40   | 7:32,770 |
| Bronzová medaile | Bart Swings      | Belgie                | 21   | 7:32,830 |
| 4.               | Jordan Belchos   | Kanada                | 10   | 7:33,070 |
| 5.               | Peter Michael    | Nový Zéland           | 9    | 7:47,080 |
| 6.               | Livio Wenger     | Švýcarsko             | 6    | 7:33,150 |
| 7.               | Jorrit Bergsma   | Nizozemsko            | 4    | 7:34,410 |
| 8.               | Artur Janicki    | Polsko                | 4    | 7:52,460 |
| 9.               | Danila Semerikov | Ruská bruslařská unie | 3    | 7:34,020 |
| 10.              | Gabriel Odor     | Rakousko              | 0    | 7:34,590 |

### Stíhací závod družstev
Závodu se zúčastnilo osm týmů.
| Pořadí           | Tým                                                                      | Čas      |
| ---------------- | ------------------------------------------------------------------------ | -------- |
| Zlatá medaile    | Nizozemsko Patrick Roest, Marcel Bosker, Beau Snellink                   | 3:41,429 |
| Stříbrná medaile | Kanada Ted-Jan Bloemen, Jordan Belchos, Connor Howe                      | 3:41,711 |
| Bronzová medaile | Ruská bruslařská unie Danila Semerikov, Sergej Trofimov, Ruslan Zacharov | 3:42,662 |
| 4.               | Norsko Sverre Lunde Pedersen, Allan Dahl Johansson, Hallgeir Engebråten  | 3:43,231 |
| 5.               | Itálie Andrea Giovannini, Michele Malfatti, Francesco Betti              | 3:45,697 |
| 6.               | Kazachstán Demjan Gavrilov, Dmitrij Morozov, Vitalij Ščigolev            | 3:48,448 |
| 7.               | Nový Zéland Peter Michael, Kierryn Hughes, Josh Whyte                    | 3:51,083 |
| 8.               | Polsko Marcin Bachanek, Artur Janicki, Szymon Palka                      | 4:21,864 |

## Ženy

### 500 metrů
Závodu se zúčastnilo 24 závodnic.
| Pořadí           | Jméno               | Země                  | Čas    |
| ---------------- | ------------------- | --------------------- | ------ |
| Zlatá medaile    | Angelina Golikovová | Ruská bruslařská unie | 37,141 |
| Stříbrná medaile | Femke Koková        | Nizozemsko            | 37,281 |
| Bronzová medaile | Olga Fatkulinová    | Ruská bruslařská unie | 37,455 |
| 4.               | Jutta Leerdamová    | Nizozemsko            | 37,615 |
| 5.               | Vanessa Herzogová   | Rakousko              | 37,855 |
| 6.               | Darja Kačanovová    | Ruská bruslařská unie | 37,892 |
| 7.               | Heather McLeanová   | Kanada                | 37,972 |
| 8.               | Brittany Boweová    | USA                   | 37,982 |
| 9.               | Andżelika Wójciková | Polsko                | 38,048 |
| 10.              | Kaja Ziomeková      | Polsko                | 38,170 |

### 1000 metrů
Závodu se zúčastnilo 24 závodnic.
| Pořadí           | Jméno                 | Země                  | Čas      |
| ---------------- | --------------------- | --------------------- | -------- |
| Zlatá medaile    | Brittany Boweová      | USA                   | 1:14,128 |
| Stříbrná medaile | Jutta Leerdamová      | Nizozemsko            | 1:14,672 |
| Bronzová medaile | Jelizaveta Golubevová | Ruská bruslařská unie | 1:14,848 |
| 4.               | Olga Fatkulinová      | Ruská bruslařská unie | 1:15,039 |
| 5.               | Jorien ter Morsová    | Nizozemsko            | 1:15,273 |
| 6.               | Angelina Golikovová   | Ruská bruslařská unie | 1:15,348 |
| 7.               | Karolina Bosieková    | Polsko                | 1:15,794 |
| 8.               | Suzanne Schultingová  | Nizozemsko            | 1:16,035 |
| 9.               | Heather McLeanová     | Kanada                | 1:16,280 |
| 10.              | Jekatěrina Ajdovová   | Kazachstán            | 1:16,348 |
|                  |                       |                       |          |
| 16.              | Nikola Zdráhalová     | Česko                 | 1:17,765 |

### 1500 metrů
Závodu se zúčastnilo 24 závodnic.
| Pořadí           | Jméno                 | Země                  | Čas      |
| ---------------- | --------------------- | --------------------- | -------- |
| Zlatá medaile    | Ragne Wiklundová      | Norsko                | 1:54,613 |
| Stříbrná medaile | Brittany Boweová      | USA                   | 1:55,034 |
| Bronzová medaile | Jevgenija Lalenkovová | Ruská bruslařská unie | 1:55,099 |
| 4.               | Antoinette de Jongová | Nizozemsko            | 1:55,362 |
| 5.               | Ireen Wüstová         | Nizozemsko            | 1:55,880 |
| 6.               | Natalia Czerwonková   | Polsko                | 1:55,892 |
| 7.               | Jelizaveta Golubevová | Ruská bruslařská unie | 1:55,898 |
| 8.               | Jekatěrina Ajdovová   | Kazachstán            | 1:56,079 |
| 9.               | Melissa Wijfjeová     | Nizozemsko            | 1:56,310 |
| 10.              | Naděžda Morozovová    | Kazachstán            | 1:57,024 |
|                  |                       |                       |          |
| 14.              | Nikola Zdráhalová     | Česko                 | 1:58,602 |

### 3000 metrů
Závodu se zúčastnilo 20 závodnic.
| Pořadí           | Jméno                    | Země                  | Čas      |
| ---------------- | ------------------------ | --------------------- | -------- |
| Zlatá medaile    | Antoinette de Jongová    | Nizozemsko            | 3:58,470 |
| Stříbrná medaile | Martina Sáblíková        | Česko                 | 3:58,579 |
| Bronzová medaile | Irene Schoutenová        | Nizozemsko            | 3:59,757 |
| 4.               | Ragne Wiklundová         | Norsko                | 4:00,491 |
| 5.               | Isabelle Weidemannová    | Kanada                | 4:00,965 |
| 6.               | Joy Beuneová             | Nizozemsko            | 4:02,219 |
| 7.               | Natalja Voroninová       | Ruská bruslařská unie | 4:02,858 |
| 8.               | Valérie Maltaisová       | Kanada                | 4:03,008 |
| 9.               | Francesca Lollobrigidová | Itálie                | 4:04,372 |
| 10.              | Jevgenija Lalenkovová    | Ruská bruslařská unie | 4:05,056 |
|                  |                          |                       |          |
| 14.              | Nikola Zdráhalová        | Česko                 | 4:09,136 |

### 5000 metrů
Závodu se zúčastnilo 12 závodnic.
| Pořadí           | Jméno                    | Země                  | Čas      |
| ---------------- | ------------------------ | --------------------- | -------- |
| Zlatá medaile    | Irene Schoutenová        | Nizozemsko            | 6:48,537 |
| Stříbrná medaile | Natalja Voroninová       | Ruská bruslařská unie | 6:50,997 |
| Bronzová medaile | Carlijn Achtereekteová   | Nizozemsko            | 6:52,220 |
| 4.               | Isabelle Weidemannová    | Kanada                | 6:56,181 |
| 5.               | Martina Sáblíková        | Česko                 | 6:57,671 |
| 6.               | Ragne Wiklundová         | Norsko                | 6:58,766 |
| 7.               | Valérie Maltaisová       | Kanada                | 7:05,830 |
| 8.               | Marina Zujevová          | Bělorusko             | 7:05,954 |
| 9.               | Francesca Lollobrigidová | Itálie                | 7:07,488 |
| 10.              | Claudia Pechsteinová     | Německo               | 7:09,172 |

### Závod s hromadným startem
Závodu se zúčastnilo 22 závodnic.
| Pořadí           | Jméno                    | Země               | Body | Čas       |
| ---------------- | ------------------------ | ------------------ | ---- | --------- |
| Zlatá medaile    | Marijke Groenewoudová    | Nizozemsko         | 60   | 8:43,150  |
| Stříbrná medaile | Ivanie Blondinová        | Kanada             | 42   | 8:43.260  |
| Bronzová medaile | Irene Schoutenová        | Nizozemsko         | 20   | 8:43,560  |
| 4.               | Francesca Lollobrigidová | Itálie             | 14   | 8:43,860  |
| 5.               | Linda Rossiová           | Itálie             | 8    | 8:45,100  |
| 6.               | Karolina Bosieková       | Polsko             | 3    | 8:45,280  |
| 7.               | Marina Zujevová          | Bělorusko          | 3    | 8:47,420  |
| 8.               | Valérie Maltaisová       | Kanada             | 3    | 10:14,250 |
| 9.               | Gemma Cooperová          | Spojené království | 2    | 8:50,820  |
| 10.              | Claudia Pechsteinová     | Německo            | 1    | 8:47,200  |

### Stíhací závod družstev
Závodu se zúčastnilo osm týmů.
| Pořadí           | Tým                                                                                    | Čas      |
| ---------------- | -------------------------------------------------------------------------------------- | -------- |
| Zlatá medaile    | Nizozemsko Ireen Wüstová, Irene Schoutenová, Antoinette de Jongová                     | 2:55,795 |
| Stříbrná medaile | Kanada Ivanie Blondinová, Isabelle Weidemannová, Valérie Maltaisová                    | 2:55,973 |
| Bronzová medaile | Ruská bruslařská unie Jelizaveta Golubevová, Jevgenija Lalenkovová, Natalja Voroninová | 2:59,358 |
| 4.               | Norsko Ida Njåtunová, Marit Fjellanger Bøhmová, Ragne Wiklundová                       | 2:59,631 |
| 5.               | Polsko Natalia Czerwonková, Magdalena Czyszczońová, Karolina Bosieková                 | 3:00,762 |
| 6.               | Bělorusko Marina Zujevová, Jevgenija Vorobjovová, Jekatěrina Slojevová                 | 3:03,127 |
| 7.               | Švýcarsko Ramona Härdiová, Nadja Wengerová, Kaitlyn McGregorová                        | 3:06,260 |
| 8.               | Německo Claudia Pechsteinová, Mareike Thumová, Josephine Heimerlová                    | 3:17,103 |

## Medailové pořadí zemí
| Pořadí | Země                  | Zlato | Stříbro | Bronz | Celkem |
| ------ | --------------------- | ----- | ------- | ----- | ------ |
| 1.     | Nizozemsko            | 7     | 6       | 5     | 18     |
| 2.     | USA                   | 2     | 1       | 0     | 3      |
| 3.     | Švédsko               | 2     | 0       | 0     | 2      |
| 4.     | Ruská bruslařská unie | 1     | 3       | 7     | 11     |
| 5.     | Kanada                | 1     | 3       | 1     | 5      |
| 6.     | Norsko                | 1     | 0       | 0     | 1      |
| 7.     | Česko                 | 0     | 1       | 0     | 1      |
| 8.     | Belgie                | 0     | 0       | 1     | 1      |